# Sumatra-Schweinsdachs
Der Sumatra-Schweinsdachs (Arctonyx hoevenii) ist eine Raubtierart aus der Unterfamilie der Dachse (Melinae) innerhalb der Familie der Marder (Mustelidae), die im Barisangebirge auf der indonesischen Insel Sumatra endemisch vorkommt.

## Merkmale
Die Art ist ein mittelgroßer Dachs mit einer Kopf-Rumpf-Länge von 51 bis 71 Zentimeter und einem 8 bis 18 Zentimeter langen Schwanz. Er ist damit etwa so groß wie der Europäische Dachs. Der Schwanz hat in der Regel eine Länge von einem Fünftel der Kopf-Rumpf-Länge. Die Hinterfußlänge beträgt 5 bis 8,7 Zentimeter und die Ohren sind etwa 2,7 Zentimeter lang. Der Schädel ist 113 bis 130 mm lang (Condylobasallänge) und 59,5 bis 78,7 mm breit (Jochbogenbreite). Der Scheitelkamm ist gut entwickelt. Von anderen Schweinsdachsarten kann der Sumatra-Schweinsdachs durch seine geringere Größe, seine schmalere Schnauze, das dünne und dunklere Fell und die kleineren, an den Verzehr von Insekten angepassten Zähne unterschieden werden.

## Lebensweise
Der Sumatra-Schweinsdachs kommt ausschließlich im Barisangebirge und seinen Vorbergen auf der indonesischen Insel Sumatra vor und ist in einigen Gegenden relativ häufig. Die Art lebt dort in Höhen von 700 Metern bis in die alpinen Gipfelbereiche. Der Kernlebensraum der Tiere liegt zwischen 800 und 2600 Metern. In den niederen Höhen leben sie in Feuchtwäldern, die von Flügelfruchtgewächsen (Dipterocarpaceae) dominiert werden, weiter oben in submontanen Wäldern und in Bergwäldern oft in der Nähe von Gewässern. Ihre unterirdischen Baue legen sie bevorzugt an den Ufern von Bächen und Flüssen an. Sumatra-Schweinsdachse sind dämmerungsaktiv und ernähren sich vor allem von Wirbellosen, darunter Würmer, Käferlarven und Ameisen. Bietet sich die Gelegenheit, werden auch Aas oder möglicherweise auch kleinere Wirbeltiere gefressen. Das Sozialverhalten und die Fortpflanzungsbiologie der Tiere ist bisher unbekannt. Fressfeinde des Sumatra-Schweinsdachs sind vor allem verschiedene Katzenarten.

## Systematik
Der Sumatra-Schweinsdachs wurde im Jahr 1891 durch den niederländischen Zoologen Ambrosius Hubrecht unter der Bezeichnung Trichomanis hoevenii erstmals wissenschaftlich beschrieben und den Edentata (Zahnlose) zugeordnet, eine von  Félix Vicq d’Azyr und Frédéric Cuvier eingeführte Gruppe, in der sie die Ameisenigel, Schuppentiere und Erdferkel zusammenfassten, Säugetiergruppen, die sich nur oberflächlich ähneln und nicht näher miteinander verwandt sind. Vier Jahre später schrieb Hubrecht einen Brief an die Zoological Society of London, in der er seinen Irrtum eingestand und die Art den Schweinsdachsen (Arctonyx) zuordnete. Nach den 1940er Jahren geriet die Art in Vergessenheit und alle Schweinsdachse wurden Arctonyx collaris, dem Schweinsdachs, zugeordnet. Im Jahr 2008 revalidierten der US-amerikanische Zoologe Kristofer Helgen, seine Frau und ein Kollege aus Singapur die Art unter der Bezeichnung Arctonyx hoevenii, nachdem sie deutliche morphologische Unterschiede zwischen den drei Arten der Schweinsdachse nachweisen konnten.

## Belege
1. 1 2 3  Kristofer M. Helgen, Norman T-Lon Lim, Lauren E. Helgen: The hog-badger is not an edentate: systematics and evolution of the genus Arctonyx (Mammalia: Mustelidae). Zoological Journal of the Linnean Society, Volume 154, Issue 2, Oktober 2008, Pages 353–385, doi: 10.1111/j.1096-3642.2008.00416.x
2. ↑  Hubrecht AAW. 1891. A new mammal from Sumatra. Notes Leyden Museum 13: 241–242.
3. ↑  Hubrecht AAW. 1895. [Untitled description of letter to the Society]. Proceedings of the Zoological Society of London 1895: 522.